# 国鉄3200形蒸気機関車

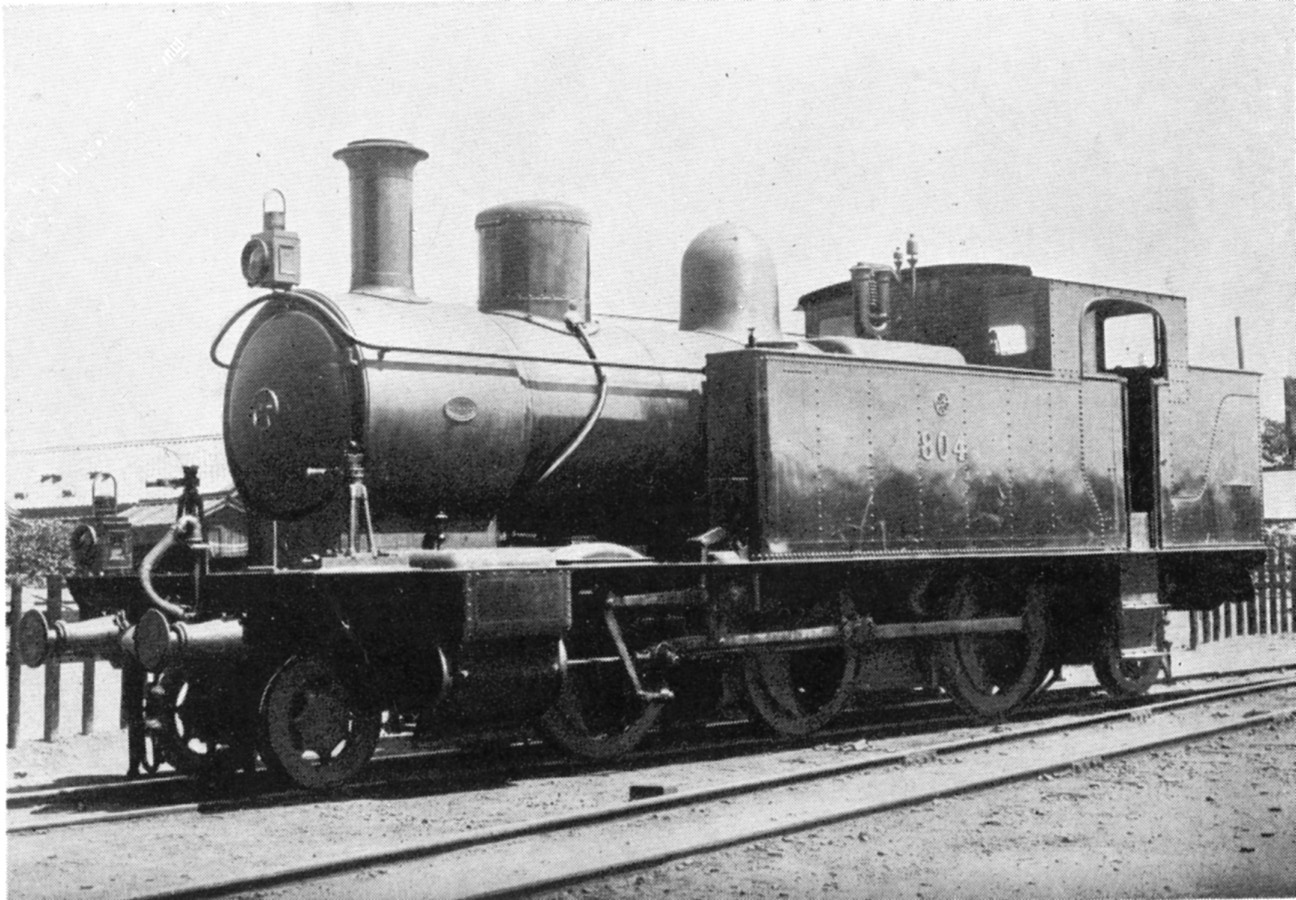
日本鉄道 804（後の鉄道院 3203）

3200形は、かつて日本国有鉄道およびその前身である鉄道院・鉄道省に在籍したタンク式蒸気機関車である。

## 概要
元は、日本鉄道が1903年（明治36年）にイギリスのベイヤー・ピーコック社から24両（製造番号4497 - 4520）を輸入した、車軸配置2-6-2(1C1)、単式2気筒の飽和式タンク機関車で、P3/5形(801 - 824)と称された。
本形式は、ドイツ製のH3/5形（後の鉄道院3170形）、HS3/5形（後の鉄道院3240形）と同様の経緯で導入されたもので、当初はイギリス製をベイヤー・ピーコック社とニールソン社に12両ずつ発注する予定であったが、ニールソン社が24両まとまらないと、予定価格で引き受けられないと主張し、日本鉄道では経験上ベイヤー・ピーコック製は燃費が良いとの理由をつけて、24両全部を同社に発注した。
共通の仕様書により発注されたため、3170形とは性能的に大差なく、形態も似通っていたが、こちらの歩み板は直線形状であった。
国有化後の1909年（明治42年）に制定された鉄道院の車両称号規程では、3200形（3200 - 3223）に改番された。
当初の配置は、宇都宮、福島、盛岡、尻内で、東北本線筋で使用された。国有化後も引き続き仙台鉄道局管内で使用されていた。1929年（昭和4年）頃には全車が入換用となり、1933年（昭和8年）までに一部が東京鉄道局管内の横川などに移動していた。廃車は全車1934年（昭和9年）である。これらのうち、3211, 3219は施設局に保管転換され建設工事用に、3213は土崎工場の入換用に転用され、いずれも太平洋戦争後の1948年（昭和23年）から1950年（昭和25年）頃まで使用された。

## 主要諸元
- 全長：11,201mm
- 全高：3,807mm
- 全幅：2,642mm
- 軌間：1,067mm
- 車軸配置：2-6-2(1C1)
- 動輪直径：1,245mm
- 弁装置：ワルシャート式

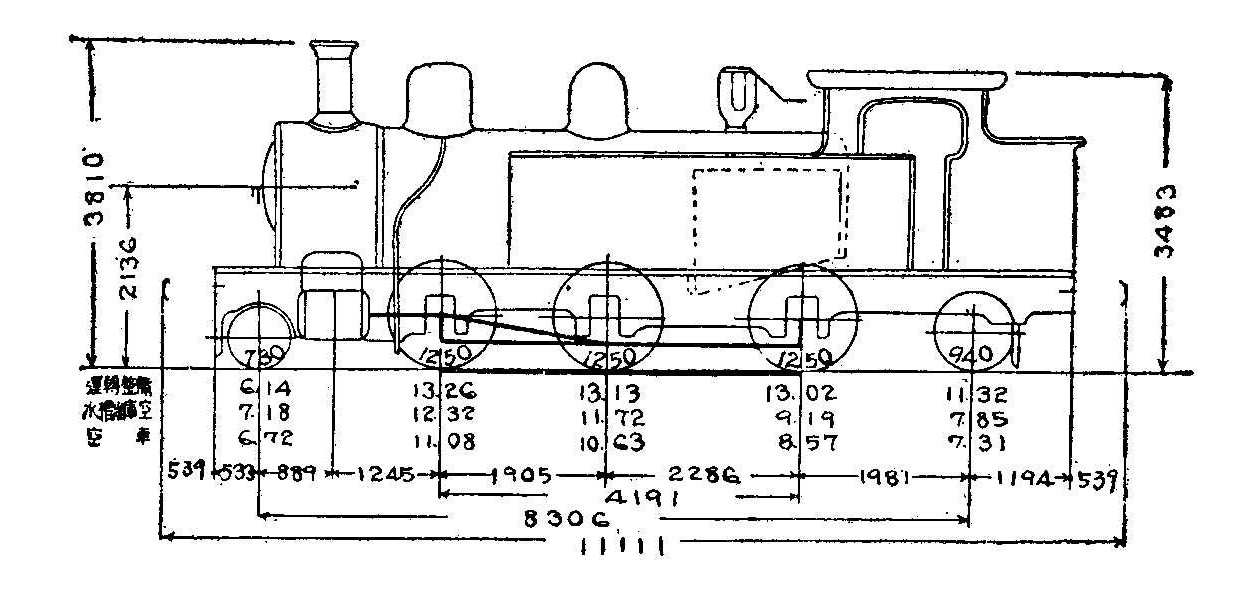
形式図

- シリンダー（直径×行程）：406mm×610mm
- ボイラー圧力：12.7kg/cm2
- 火格子面積：1.89m2
- 全伝熱面積：88.0m2
  - 煙管蒸発伝熱面積：81.0m2
  - 火室蒸発伝熱面積：7.0m2
- ボイラー水容量：2.8m3
- 小煙管（直径×長サ×数）：48mm×3,353mm×162本
- 機関車運転整備重量：56.87t
- 機関車空車重量：44.31t
- 機関車動輪上重量（運転整備時）：39.41t
- 機関車動輪軸重（第1動輪上）：13.26t
- 水タンク容量：7.3m3
- 燃料積載量：1.78t
- 機関車性能
  - シリンダ引張力：8,720kg
- ブレーキ装置：手ブレーキ、真空ブレーキ